# Sybil (bok)
Sybil är en bok från 1973 skriven av författaren Flora Rheta Schreiber. Boken återberättar en sann historia, baserad på Shirley Ardell Masons (1923–1998) liv. Den har filmatiserats två gånger.

## Handling
Boken handlar om Sybil Dorsett, en ung kvinna som länge haft problem med sin psykiska hälsa. Ända sen barndomen har hon drabbats av minnesluckor, och det är bara början. Med tiden har hon plötsligt "vaknat" på platser utan att ha en aning om hur hon hamnat där, hon hittar nya kläder som hon inte har något minne av att hon köpt och en rad andra märkliga saker drabbar henne. Till slut bestämmer sig Sybil för att skaffa psykiatrisk vård för att ta reda på vad hennes problem beror på. Under behandlingen visar det sig att hon utvecklat 16 olika personligheter på grund av de fysiska och psykiska övergrepp som hennes mor utsatte henne för under barndomen.

## Om boken
Boken återberättar en sann historia. Historien i boken är en förvrängd version av vad som egentligen hände. Mycket av det som beskrivs i boken stämmer väldigt bra överens med verkligheten, men samtidigt har vissa saker lagts till eller ändrats. Sybil hette i verkligheten Shirley Ardell Mason, född 1923, död 1998 i bröstcancer. Hon led av en så kallad dissociativ identitetsstörning orsakad av de övergrepp hennes schizofrene mor utsatte henne för under barndomen.

## Filmatiseringar
- År 1976 hade TV-filmen Sybil - en verklig mardröm premiär, och i titelrollen syns Sally Field. Filmen är trogen boken även om skildringarna av övergreppen Sybil utsätts för inte är fullt lika grafiska som i boken.
- År 2007 gjordes en filmatisering till av boken, med titeln Sybil och med Tammy Blanchard i titelrollen. Denna filmatisering skildrar dock främst behandlingen av Sybil.